# 中华归主：中国基督教事业统计
《中华归主：中国基督教事业统计》是基督教新教组织中华续行委办会在1922年出版的书籍，中文版和英文版同步发行，主要目的是为了深入了解中国传教现况和条件，以便推动中国的基督教化。本书是由中华续行委办会下设调查特委会（Special Committee on Survey and Occupation）组织编写，司德敷（Milton T. Stauffer）主编，王振芳（Tsinform C. Wong）和都立华（M. Gardner Tewksbury）担任副主编，罗炳生（E.C.Lobenstine）担任特委会委员长。这本书的英文标题也被翻译成《基督教占领中国》:1，因此成为1920年中国非基督教运动的导火索之一。
1910年世界宣教会议在英国爱丁堡举行，会议决定推动世界范围内的基督教合一运动，中国也相应组织中华续行委办会作为区域性执行机构。中华续行委办会编写此书的最初目的是为了方便传教，但这本书更多则是深入了解中国社会，囊括了中国行政区划、城市、人口、种族语言、经济、交通、教育、医学的调查资料。

## 注解
1. ↑  中华续行委办会调查特委会 (编). . 北京: 中国社会科学院世界宗教研究所. 1985 [1922].
2. ↑  James Gao, Historical Dictionary of Modern China (1800-1949) (Scarecrow Press, 2007), p. 71-72 （页面存档备份，存于）